# 天主教帕拉伊巴总教区
天主教帕拉伊巴總教區（拉丁語：Archidioecesis Parahybensis）是羅馬天主教在巴西的一個教省總教區，下轄四個教區。
1892年4月27日成立教區，1914年2月6日升為總教區。
總教區位於帕拉伊巴州東部，教座位於首府若昂佩索阿。2004年有教友1,030,416人，佔轄區總人口83.1%。教區下轄五十九個堂區，有114名司鐸。2004年至2016年的教區總主教為阿爾多·德西洛·帕格托，他在2016年因孌童指控而辭職。